# Palais Maeterlinck
Pour les articles homonymes, voir Maeterlinck (homonymie).
Le palais Maeterlinck, anciennement villa Orlamonde, est un ancien hôtel de luxe situé à Nice au 8 boulevard Maurice-Maeterlinck. Depuis la pointe du cap de Nice, il domine la baie des Anges.

## Historique
En 1913, un projet d’envergure est initié en ces lieux pour un Britannique par les architectes Romaine, Walker et Jenkins, mais il reste inachevé. Le bâtiment est acheté vers 1920 par un Russe blanc, le comte de Miléant, qui souhaite y bâtir un rival du casino de Monte-Carlo sous le nom de Castellamare, mais le projet avorte, concurrencé par l’ouverture en 1928 du palais de la Méditerranée.
L'aristocrate russe avait englouti sa fortune dans le projet et, en 1930, le tribunal de Nice ordonne la vente du bâtiment par adjudication. Il est racheté par le Belge prix Nobel de littérature Maurice Maeterlinck lors d'une vente aux enchères la même année pour deux millions de francs, pour son épouse, l'actrice Renée Dahon (1893-1969). Le domaine devient la villa Orlamonde (en référence à un poème de l'opéra Ariane et Barbe-Bleue de Paul Dukas et Maurice Maeterlinck).
L’écrivain achève les travaux, seul le gros œuvre ayant été réalisé au moment de l'acquisition. L'édifice de 6000 m² est entouré d'un jardin de quatre hectares et se distingue par une terrasse ouverte sur la Méditerranée. Il compte par ailleurs deux bassins d'inspiration Louis XV bordés de colonnes ioniques, des baignoires en onyx massif, des plafonds à caissons, des fresques et un hall de 200 m². La villa devient un centre mondain où Maeterlinck organise de nombreuses fêtes, auxquelles assistent des personnalités comme Charlie Chaplin ou Antoine de Saint-Exupéry.
Durant la Seconde Guerre mondiale, le couple fuit au Portugal puis aux États-Unis et la villa est abandonnée, squattée et pillée. Maurice Maeterlinck meurt dans cette villa en 1949, où Renée Dahon continue de résider. Les cendres de l'écrivain et de sa femme reposent dans la stèle d'une plate-forme située à proximité. 
La municipalité de Nice a donné le nom de « boulevard Maurice-Maeterlinck » à la section du boulevard Carnot longeant et surplombant la villa.  
À la mort de Renée Dahon en 1969, la villa est à nouveau laissée à l'abandon. L'héritier, qui n'a pas les moyens d'entretenir le domaine, s'associe à un promoteur immobilier. Il en résulte une copropriété d'une vingtaine d'appartements commercialisés dès 1983 sous le nom de palais Maeterlinck.
À partir de 1987, l'homme d'affaires suisse Henri-Ferdinand Lavanchy rachète peu à peu les appartements, faire construire le pavillon « Mélisande » sur un terrain limitrophe, et le domaine devient un palace (hôtel quatre étoiles), qui ouvre en 1990 en gardant le nom de palais Maeterlinck.
En 2005, Henri-Ferdinand Lavanchy commande à Cyril de La Patellière un projet de décoration intégrant des portraits de célébrités ayant un lien avec la Méditerranée.
En contrebas, les grilles qui empêchaient l'accès du public sont abattues dans les années 2000, et la municipalité aménage un sentier littoral mais qui ne va pas jusqu'à Villefranche-sur-Mer comme autrefois.
L'hôtel cesse son activité le 25 février 2008. Il est racheté, en juin 2012, par le milliardaire tchèque Radovan Vitek pour 48 millions d'euros. Le nouveau propriétaire souhaite en faire une résidence de luxe en le transformant en dix-huit appartements,.

## Caractéristiques
Le palais est construit dans un domaine de quatre hectares qui présente six cents mètres de façade maritime ; il est situé au cap de Nice.
L'architecture du palais est de style néo-classique, d'inspiration florentine.